# Callimont
Callimont est un borough situé au sud-est du comté de Somerset, en Pennsylvanie, aux États-Unis,. En 2010, il comptait une population de 51 habitants, estimée au 1er juillet 2020 à 39 habitants.

## Démographie
Lors du recensement de 2010, le borough comptait une population de 51 habitants. Elle est estimée, en 2020, à 39 habitants.

### Source de la traduction
- (en) Cet article est partiellement ou en totalité issu de l’article de Wikipédia en anglais intitulé « Callimont, Pennsylvania » (voir la liste des auteurs).